# Jurij di Smolensk
Jurij Svâtoslavovič o Georgij Svâtoslavovič (in russo Юрий Святославович? o Георгий Святославович; 1355 – Orda d'Oro, 14 settembre 1407) è stato l'ultimo sovrano dell'autonomo principato di Smolensk e Brjansk (1386-1392, 1401-1404), che nel corso della sua vita cercò di difendere da vari tentativi di aggressione del Granducato di Lituania.

## Biografia
Nel 1386 scoppiò una guerra tra due figli di Algirdas, Skirgaila e Andrej di Polack. Quest'ultimo abbandonò Polack e si diresse a Smolensk, chiedendo aiuto al padre di Jurij. Gli eserciti di Smolensk e Skirgaila si scontrarono vicino a Mscislaŭ nella battaglia del fiume Vichra. Dopo che il padre di Jurij fu ucciso in battaglia e i suoi fratelli furono fatti prigionieri, i lituani si avvicinarono a Smolensk e permisero a Jurij di salire al trono a determinate condizioni, dopo avergli chiesto una considerevole indennità.
Nel 1392, gli abitanti di Smolensk manifestarono il loro malcontento per il governo di Jurij e decisero di bandirlo, costringendolo a fuggire da suo suocero Oleg II, che era il principe di Rjazan', e tentando invano varie volte di riconquistare il trono di Smolensk. Nel 1395, mentre Jurij si trovava ancora alla corte di Oleg II, il granduca di Lituania Vitoldo il Grande espugnò Smolensk e vi insediò un proprio governatore, ponendo fine ai sogni di ritorno in città di Jurij. Nel 1401, dopo la sconfitta di Vitoldo nella battaglia del fiume Vorskla per mano dei tatari (avvenuta nel 1399), Jurij e Oleg ne approfittarono e riconquistarono Smolensk e Brjansk, dove i boiardi filo-lituani furono prontamente giustiziati.
Nell'autunno del 1401, Vitoldo pose l'assedio a Smolensk ma fu costretto a ritirarsi dopo aver firmato un armistizio. Due anni più tardi, Vitoldo avviò un altro assedio di due settimane, cui Smolensk resistette. Desideroso di impedire ulteriori attacchi, Jurij si recò nel Granducato di Mosca per chiedere aiuto a Basilio I contro Vitoldo (che era il suocero di Basilio). Sebbene Jurij avesse promesso di lasciare in eredità i suoi beni a Basilio, il sovrano moscovita esitò ad accettare questa proposta, fino a quando i boiardi di Smolensk non aprirono le porte della città a Vitoldo e cedettero la capitale di Jurij al suo nemico nel 1404. Così i russi persero il controllo di Smolensk per più di un secolo.
Poiché Basilio intendeva accusare Jurij di scarsa lungimiranza, quest'ultimo lasciò Mosca e si recò con suo figlio a Novgorod, dove fu trattato con onore e ricevette un appannaggio di tredici città, tra cui Porchov e Tiversk. Nel 1406 tornò a Mosca, dove si riconciliò con Basilio, che lo inviò a Toržok per governare in suo nome. Mentre era lì, tentò di sedurre la moglie di suo cugino, il principe Semën di Vjaz'ma. Quando lei rifiutò la sua corte, Jurij la uccise insieme a suo marito e, temendo l'imminente punizione, fuggì nell'Orda d'Oro, dove morì poco dopo, nel 1407.
Jurij ebbe due figlie: Anastasia, moglie del granduca di Lituania Švitrigaila, ed Elena, moglie di Jurij di Zvenigorod (e madre del famoso Dmitrij Šemjaka). Ebbe anche un figlio (Fëdor) che si unì all'Ordine di San Giovanni di Gerusalemme nel 1412.